# Panchià
Panchià (deutsch veraltet: Weißbach, im lokalen Dialekt: Pancià) ist eine italienische Gemeinde (comune) mit 815 Einwohnern (Stand am 31. Dezember 2023) in der Provinz Trient, Region Trentino-Südtirol. Die Gemeinde liegt etwa 40,5 Kilometer nordöstlich von Trient im Fleimstal am Avisio und gehört zur Talgemeinschaft Comunità territoriale della Val di Fiemme. 

## Persönlichkeiten
- Giorgio Antonio Vareschi (1725–1785), Apostolischer Vikar des Großmogulenreichs

## Verkehr
Durch die Gemeinde führt die Strada Statale 48 delle Dolomiti (Große Dolomitenstraße) von Auer nach Auronzo di Cadore.